# Спринг-роллы

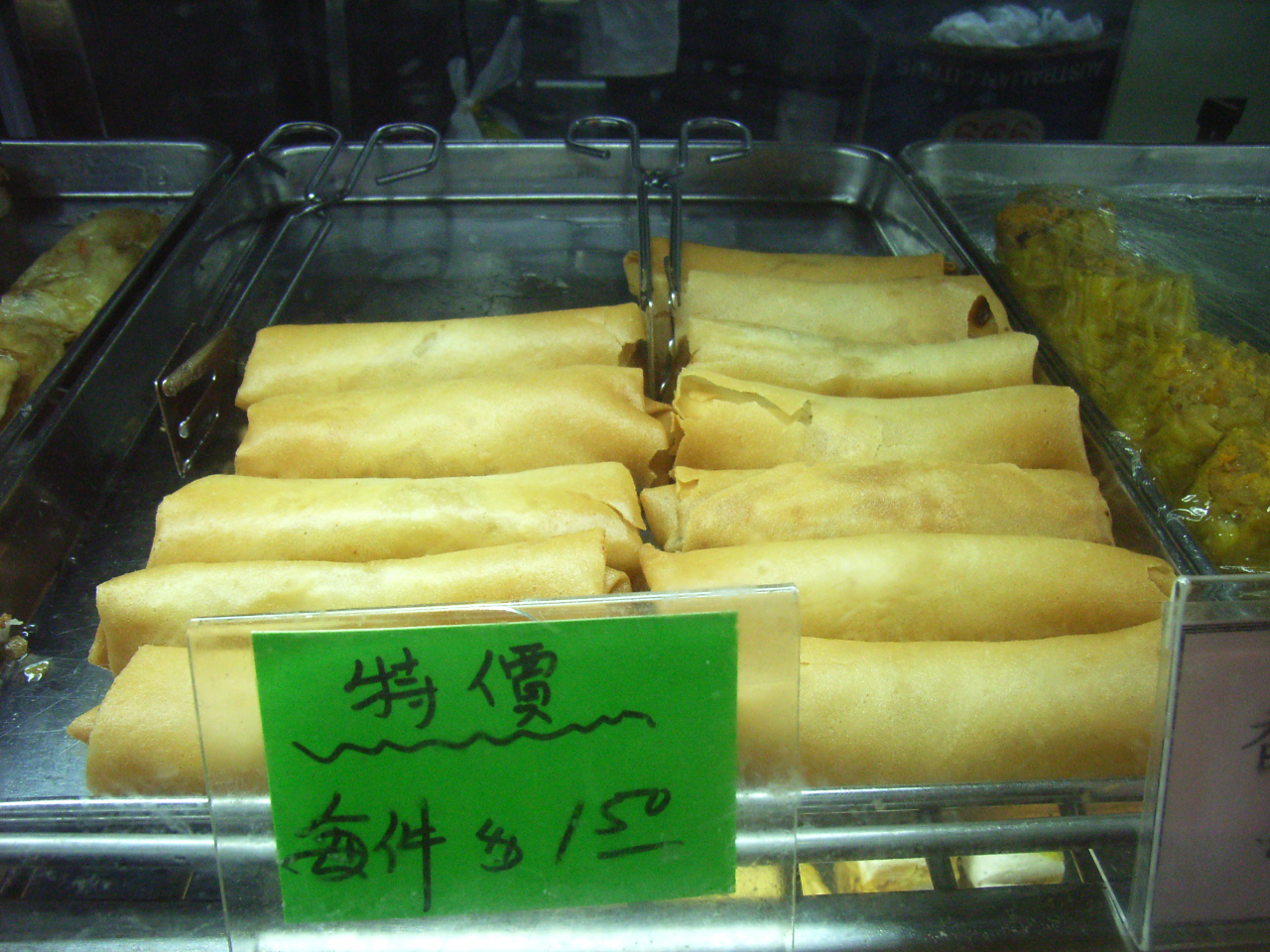

«Весенние рулетики» (спринг-роллы, от англ. spring rolls), или тайские голубцы, или сайгонки — традиционная для Южного Китая и Юго-Восточной Азии закуска: обжаренный во фритюре рулет рисовой бумаги, в который завёрнута разнообразная начинка — из шинкованной капусты, других овощей, морепродуктов и т. д. Блюдо подают тёплым и обычно едят руками, обмакивая в соус (как правило, соевый или самбал). От американского аналога — яичного рулета — отличаются меньшим размером, умеренной зажаристостью и использованием строго рисового теста. В старину это блюдо, приготовлявшееся весной с начинкой из свежих овощей, ассоциировалось с приходом весны, откуда и пошло название.